# 元昊 (朝鮮)
元昊（원호、1397年 - 1463年）は朝鮮端宗時の文臣・学者で、端宗を排除して世祖が即位した癸酉靖難に憤慨して官職を辞職した生六臣の一人。字は子虚、号は観瀾・霧巷・観瀾斎。諡号は貞簡。本貫は原州元氏。

## 生涯
1397年に生まれた。本貫は原州元氏で父は別荘を勤めた元憲、母も原州元氏で国子監進士元天常の娘と同時に元天錫の甥であった。
世宗時文科に合格し、多くの官職を勤め、文宗時集賢殿直提学に至った。端宗が世祖により、寧越に流されると、世間との接触を断って暮した。端宗が寧越に流罪となると趙旅・李秀亨と一緒に寧越を探して端宗の問候を差し上げたりした。
1457年端宗が原州にいる時に、世祖が戸部参議官職を以て、出仕を呼びかけたが結局断った。在世に孫元叔康が出社したが、睿宗の時の史官として〈世祖実録〉編纂に参加する中直筆によって殺害されると、自分が書いた本を皆焼却して子孫に文を読んで名利を求めるなとたしなめたと言う。

### 死後
粛宗時その忠義を讃え、故郷に旋門が建てられた。1782年には金時習・南孝温・成聃壽らともに吏部判書に追贈になった。
死後江原道原州七峰書院に祭享された。

## 家族
- 曽祖父 : 元廣朋
  - 祖父 : 元仲良
    - 父 : 元憲
    - 母 : 元天常の娘
      - 妻 : 寧越辛氏辛乙賢の娘
        - 長男 : 元孝行
        - 次男 : 元孝廉
        - 三男 : 元孝乾
        - 四男 : 元孝坤
        - 壻 : 呉致宗